# 加埃勒·纳约-凯昌克
加埃勒·纳约-凯昌克（法語：Gaëlle Nayo-Ketchanke，1988年4月20日—），喀麦隆、法国女子举重运动员，2017年世界举重锦标赛女子75公斤级铜牌得主、2018年地中海运动会女子75公斤级抓举和女子75公斤级挺举银牌得主。